# Niccolò Zucchi
Niccolò Zucchi [nikkoˈlɔ ˈdzukki] (ur. 6 grudnia 1586 w Parmie, zm. 21 maja 1670 w Rzymie) – włoski duchowny katolicki i naukowiec; jezuita, astronom i fizyk.
Według niektórych źródeł był pierwszym astronomem, który zaobserwował pasy na Jowiszu, miał tego dokonać 17 maja 1630. Czasami jednak odkrycie to przypisuje się Francesco Fontanie lub Evangeliście Torricelliemu. Zucchi jest również znany jako autor pierwszego opisu konstrukcji teleskopu zwierciadlanego, którego wynalezienie przypisuje się jednak powszechnie Newtonowi. Jego najważniejszą pracą była „Optica philosophia experimentis et ratione a fundamentis constituta”, oprócz niej napisał również dwa obszerne dzieła poświęcone mechanice i konstrukcji maszyn.

## Życiorys
Zucchi pochodził z Parmy a jego rodzice, Pierre Zucchi i Francoise Giande Marie, należeli do miejscowej arystokracji. Miał siedmioro rodzeństwa. Edukację rozpoczął od kolegium jezuickiego w Parmie. Później przebywał w Piacenzy, gdzie uczył się retoryki, po czym ponownie wrócił do Parmy aby studiować teologię. W 1602 roku wstąpił do zakonu jezuitów i po zakończeniu nowicjatu pracował jako nauczyciel matematyki, teologii i retoryki w Rzymie i Rawennie. Później otrzymał tytuł kaznodziei papieskiego i zajmował się opieką nad siedzibą jezuitów w Rzymie. Był ceniony jako naukowiec i miał kilku możnych patronów, którzy przeznaczali część swoich pieniędzy na jego badania. Z dedykacji zamieszczonych w pracach Zucchiego wynika, że jego mecenasami byli między innymi Ranuccio II Farnese, książę Parmy i Piacenzy oraz arcyksiążę Leopold, późniejszy cesarz.
Zucchi interesował się przede wszystkim naukami ścisłymi, głównie astronomią, maszynami i matematyką. Interesowały go zwłaszcza tematu związane z magnetyzmem i konstrukcją barometrów oraz innych urządzeń i maszyn. Udowodnił również, że luminofory wydzielają światło, a nie je skupiają. Jego największą pasją była jednak astronomia. Już w 1616 roku skonstruował i opisał jeden z pierwszych w historii, teleskopów zwierciadlanych. Miał on jednak dość prymitywną budowę i nie zapewniał zbyt dobrego obrazu, dopiero innowacje Isaaca Newtona usprawniły to urządzenie. Mimo to Zucchi z powodzeniem wykorzystywał go do obserwowania powierzchni Marsa, co zaowocowało dokładnym jej opisem, stworzonym w 1620 roku. W 1623 roku Zucchi, jako legat papieski, brał udział w poselstwie na dwór cesarza Ferdynanda II. Tam spotkał matematyka i astronoma, Johannesa Keplera, który pełnił wówczas funkcję nadwornego matematyka cesarskiego. Po powrocie do Włoch stale korespondował z Keplerem na tematy dotyczące ich badań. Wysłał mu również skonstruowany przez siebie teleskop. W 1630 roku Zucchi wraz z innym jezuitą, Bartolim, jako pierwsi lub jedni z pierwszych astronomów, zaobserwowali tak zwane pasy na Jowiszu.
Na cześć Zucchiego jeden z kraterów na Księżycu nosi nazwę Zucchius.

## Prace
- Nova de machinis philosophia
- Optica philosophia experimentis et ratione a fundamentis constituta
- De Optica statica – praca zaginęła